# Place André-Honnorat
La place André-Honnorat est une voie située dans le quartier de l'Odéon du 6e arrondissement.

## Situation et accès
La place André-Honnorat est desservie à distance par la gare du Luxembourg au nord et au sud par la gare de Port-Royal de la ligne B du RER.

## Origine du nom

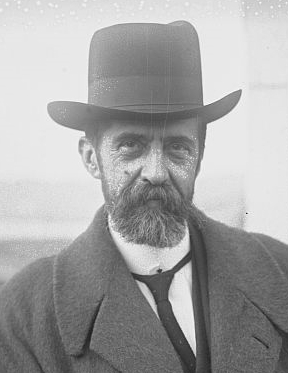
André Honnorat.

Cette place rend hommage à l'homme politique français André Honnorat (1868-1950).

## Historique
Cet espace est une ancienne partie de la rue Auguste-Comte, ouverte en 1866, qui fut renommée en 1963.

## Bâtiments remarquables et lieux de mémoire
- Cette place donne accès au jardin du Luxembourg et au jardin des Grands-Explorateurs.